# جمال الشاعر
جمال الشاعر (1956-) إعلامي ومؤلف مصري، ولد في دكرنس بمحافظة الدقهلية، حصل على بكالوريوس تجارة في قسم إدارة الأعمال عام 1978، ثم درس الإعلام، وعمل مذيعاً بإذاعة صوت العرب خلال الفترة (1980 - 1983)، ثم مذيعاً بالتلفزيون منذ 1983، كما عمل رئيساً لقسم الشباب بالقناة الأولى بالتلفزيون المصري، وهو عضو لجنة النصوص باتحاد الإذاعة والتلفزيون منذ 1983، نشر قصائده في مجلات ودوريات مثل الأهرام، والإذاعة، والشرق الأوسط، والمجلة العربية، وحصل على لقب أفضل مذيع تلفزيون لعام 1991، عضو في لجنة الدراسات الأدبية واللغوية بالمجلس الأعلى للثقافة.

## مؤلفات
- «سياسي يتذكر، تجربة في العمل السياسي»، رياض الريس للكتب والنشر، 1987، عدد الصفحات:363.[3]
- «أصفق أو لا أصفق»، 1987.
- «ضحكت فأشعلت الحرائق»، 1996.
- «المماليك يأكلون البيتزا»، عدد الصفحات:78.[4]
- «أحجز مقعدك في الجنة»، الدار المصرية اللبنانية، 2008، عدد الصفحات:159.[5]
- «كذا مذا»، الدار المصرية اللبنانية، 2008، عدد الصفحات:143.[6]
- «حبيبتي.. أينشتانين لا يعض»، ، 2009، عدد الصفحات:152.[7]
- «.. إيه؟!»، الدار المصرية اللبنانية، 2011.[8]
- «اعمل عبيط»، الدار المصرية اللبنانية، 2012، عدد الصفحات:175.[9]
- «سياسي يتزكر تجربة في العمل السياسي»، 2015، عدد الصفحات:370.[10]